# Qianzhousaurus
Qianzhousaurus (il cui nome significa "lucertola del Qianzhou") è un genere estinto di dinosauro teropode tirannosauride vissuto nel Cretaceo superiore, circa 72-65,6 milioni di anni fa (Maastrichtiano), in Cina. L'unica specie ascritta al genere è Qianzhousaurus sinensis, soprannominato "Pinocchio rex" per via del suo muso lungo e stretto rispetto agli altri tirannosauri noti per musi più corti e robusti. Questo tratto lo accomuna al genere Alioramus, con cui forma la tribù Alioramini.

## Descrizione

Dimensioni di Qianzhousaurus (in blu) rispetto ad altri Alioramini

Qianzhousaurus era un tirannosauride di medie dimensioni, con una lunghezza stimata di circa 7,3 metri (21 piedi) per un peso di 957 kg (1.969 libbre). L'animale si distingueva dagli altri tirannosauridi per la sua premascella ristretta, un'apertura pneumatica sull'estensione superiore della mascella, e l'assenza di una struttura a cresta verticale sulla superficie laterale dell'ileo.
A differenza dei tirannosauridi più "tradizionali", che avevano mascelle profonde e denti spessi, Qianzhousaurus aveva un muso particolarmente allungato. Altra caratteristica che lo differenziava dagli altri tirannosauridi sono i denti che si presentano piuttosto stretti, mentre quelli di animali come Tyrannosaurus erano spessi e infossati nelle mascelle. L'esemplare olotipico è notevolmente più grande e maturo degli olotipi di entrambe le specie di Alioramus; tuttavia, dato che alcune suture tra le vertebre cervicali e dorsali sono solo parzialmente fuse, l'olotipo di Qianzhousaurus rappresenta probabilmente un subadulto. Qianzhousaurus presentava anche lunghe zampe posteriori, con un femore lungo circa 70 centimetri e una tibia lunga 76 centimetri, il indicherebbe che l'animale fosse un agile corridore.

## Classificazione
La scoperta di Qianzhousaurus ha portato alla scoperta di un nuovo ramo della famiglia dei tirannosauridi, chiamato Alioramini, costituito da tirannosauridi dal muso lungo e comprende appunto Qianzhousaurus e le due specie conosciute di Alioramus. Tale clade ha una posizione incerta rispetto ad altri membri del ramo dei tirannosauridi. Una primaria analisi filogenetica ha rilevato che gli Alioramini sono molto più vicini a Tyrannosaurus che ad Albertosaurus, entrando quindi a far parte della sottofamiglia dei Tyrannosaurinae. Tuttavia, una seconda analisi nella stessa carta ha provato che essi si posizionino all'esterno del clade che comprende gli Albertosaurinae e i Tyrannosaurinae, rimanendo come un sister taxon di Tyrannosauridae.

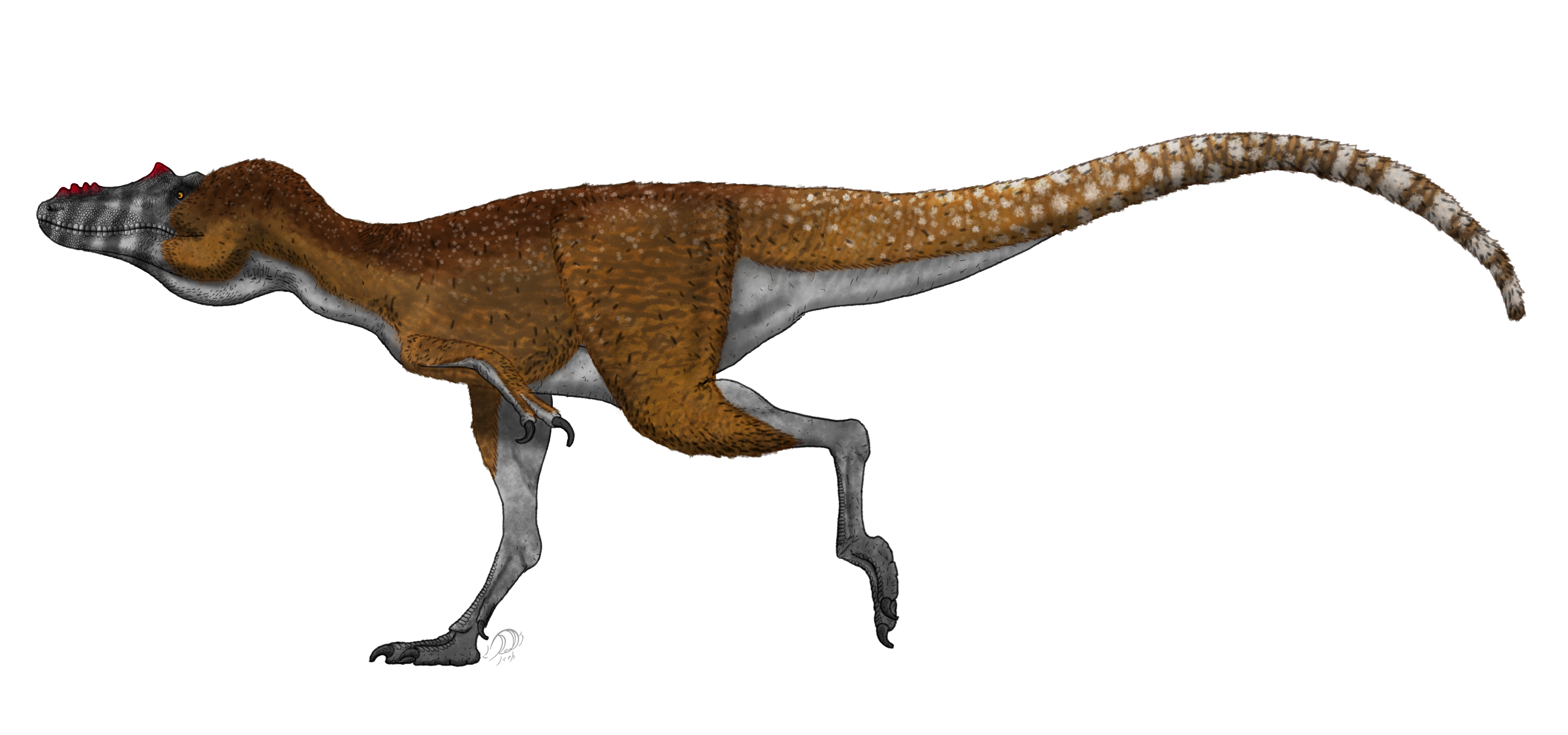
Ricostruzione di Q. sinensis

Di seguito è riportato un cladogramma che mostra tale analisi:
|  | Gorgosaurus   |
|  |               |
|  | Albertosaurus |
|  |               |

|  | Qianzhousaurus    |
|  |                   |
|  | Alioramus altai   |
|  |                   |
|  | Alioramus remotus |
|  |                   |

|  | Daspletosaurus                                                |
|  |                                                               |
|  | \| \| Tyrannosaurus \| \| \| \| \| \| Tarbosaurus \| \| \| \| |
|  |                                                               |
|  | Tyrannosaurus                                                 |
|  |                                                               |
|  | Tarbosaurus                                                   |
|  |                                                               |

|  | Tyrannosaurus |
|  |               |
|  | Tarbosaurus   |
|  |               |

|  | Daspletosaurus                                                |
|  |                                                               |
|  | \| \| Tyrannosaurus \| \| \| \| \| \| Tarbosaurus \| \| \| \| |
|  |                                                               |
|  | Tyrannosaurus                                                 |
|  |                                                               |
|  | Tarbosaurus                                                   |
|  |                                                               |

|  | Tyrannosaurus |
|  |               |
|  | Tarbosaurus   |
|  |               |

|  | Qianzhousaurus    |
|  |                   |
|  | Alioramus altai   |
|  |                   |
|  | Alioramus remotus |
|  |                   |

|  | Daspletosaurus                                                |
|  |                                                               |
|  | \| \| Tyrannosaurus \| \| \| \| \| \| Tarbosaurus \| \| \| \| |
|  |                                                               |
|  | Tyrannosaurus                                                 |
|  |                                                               |
|  | Tarbosaurus                                                   |
|  |                                                               |

|  | Tyrannosaurus |
|  |               |
|  | Tarbosaurus   |
|  |               |

|  | Daspletosaurus                                                |
|  |                                                               |
|  | \| \| Tyrannosaurus \| \| \| \| \| \| Tarbosaurus \| \| \| \| |
|  |                                                               |
|  | Tyrannosaurus                                                 |
|  |                                                               |
|  | Tarbosaurus                                                   |
|  |                                                               |

|  | Tyrannosaurus |
|  |               |
|  | Tarbosaurus   |
|  |               |

|  | Gorgosaurus   |
|  |               |
|  | Albertosaurus |
|  |               |

|  | Qianzhousaurus    |
|  |                   |
|  | Alioramus altai   |
|  |                   |
|  | Alioramus remotus |
|  |                   |

|  | Daspletosaurus                                                |
|  |                                                               |
|  | \| \| Tyrannosaurus \| \| \| \| \| \| Tarbosaurus \| \| \| \| |
|  |                                                               |
|  | Tyrannosaurus                                                 |
|  |                                                               |
|  | Tarbosaurus                                                   |
|  |                                                               |

|  | Tyrannosaurus |
|  |               |
|  | Tarbosaurus   |
|  |               |

|  | Daspletosaurus                                                |
|  |                                                               |
|  | \| \| Tyrannosaurus \| \| \| \| \| \| Tarbosaurus \| \| \| \| |
|  |                                                               |
|  | Tyrannosaurus                                                 |
|  |                                                               |
|  | Tarbosaurus                                                   |
|  |                                                               |

|  | Tyrannosaurus |
|  |               |
|  | Tarbosaurus   |
|  |               |

|  | Qianzhousaurus    |
|  |                   |
|  | Alioramus altai   |
|  |                   |
|  | Alioramus remotus |
|  |                   |

|  | Daspletosaurus                                                |
|  |                                                               |
|  | \| \| Tyrannosaurus \| \| \| \| \| \| Tarbosaurus \| \| \| \| |
|  |                                                               |
|  | Tyrannosaurus                                                 |
|  |                                                               |
|  | Tarbosaurus                                                   |
|  |                                                               |

|  | Tyrannosaurus |
|  |               |
|  | Tarbosaurus   |
|  |               |

|  | Daspletosaurus                                                |
|  |                                                               |
|  | \| \| Tyrannosaurus \| \| \| \| \| \| Tarbosaurus \| \| \| \| |
|  |                                                               |
|  | Tyrannosaurus                                                 |
|  |                                                               |
|  | Tarbosaurus                                                   |
|  |                                                               |

|  | Tyrannosaurus |
|  |               |
|  | Tarbosaurus   |
|  |               |

## Storia della scoperta

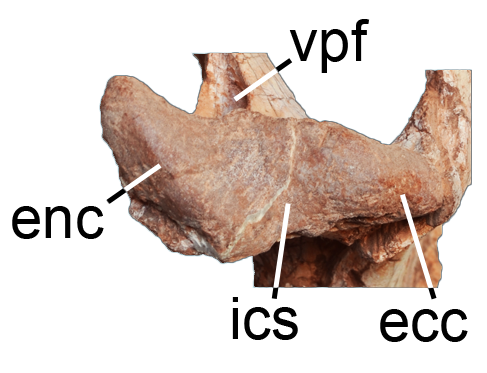
Osso quadrato sinistro

L'olotipo di Qianzhousaurus, l'esemplare GM F10004, è riportato alla luce nel sud della Cina, Ganzhou, presso la Formazione Nanxiong nell'estate del 2010 durante la costruzione di un parco industriale, ed è stato descritto per la prima volta dai paleontologi Junchang Lü, Laiping Yi, Stephen L. Brusatte, Ling Yang, Hua Li e Liu Chen sulla rivista Nature Communications, nel 2014. Il genere è noto da un individuo subadulto parziale costituito da un cranio quasi completo e provvisto di mandibola, privi però di tutti i denti (persi durante la fossilizzazione), 9 vertebre cervicali, 3 vertebre dorsali, 18 vertebre caudali, entrambi scapulocoracoidi, un ileo parziale e l'arto posteriore sinistro che comprende il femore, la tibia, il perone, l'astragalo e il calcagno, e i metatarsi III e IV. Il nome generico, Qianzhousaurus, fa riferimento a Qianzhou (il nome più antico di Ganzhou) dove sono stati scoperti i resti dell'animale, mentre il nome specifico, sinensis, deriva dal greco Σῖναι (sin, sino, sinai) in riferimento alle sue origini cinesi. I resti fossili dell'animale vennero scoperti dagli operai di un cantiere vicino alla città di Ganzhou, che li hanno poi portati in un museo locale.
L'autore della descrizione di Qianzhousaurus, il professor Lü Junchang presso l'Istituto di Geologia, all'Accademia Cinese delle Scienze Geologiche ha dichiarato che questa "nuova scoperta è molto importante. Insieme ad Alioramus della Mongolia, Qianzhousaurus mostra che i tirannosauridi dal lungo muso erano ampiamente distribuiti in Asia. Anche se stiamo solo cominciando a venirne a conoscenza, i tirannosauri dal muso lungo erano uno dei principali gruppi di dinosauri predatori dell'Asia". L'esistenza di tirannosauri dal muso lungo è stata messa in dubbio, in quanto sono stati a lungo considerati esemplari giovani e/o adolescenti di altri tirannosauridi dal muso corto. Tuttavia il co-autore Stephen L. Brusatte, dell'Università di Edimburgo rivela che la scoperta di Qianzhousaurus "ci dice abbastanza inequivocabilmente che questi tirannosauri dal lungo muso erano specie a sé stanti ampiamente diffuse anche alla fine dell'era dei dinosauri." L'esame delle rocce da cui sono stati estratti i fossili indicano che il fossili provengono dai Red Beds, della Formazione Nanxiong, che risalgono al confine Cretaceo-Paleogene, circa 72-65.000.000 di anni fa (Maastrichtiano).